# Crystal Ball (chanson de Keane)
Pour les articles homonymes, voir Crystal Ball.
Singles de Keane
Is It Any Wonder?
(2006) Nothing in my way
(2006)
Pistes de Under the Iron Sea
The Iron Sea Try Again
Crystal Ball est un single du groupe de rock alternatif Keane sorti le 21 août 2006 au Royaume-Uni. C'est le troisième single de l'album Under the Iron Sea.

## Clip vidéo
Le clip a été réalisé par Giuseppe Capotondi. Il met en scène un homme, joué par Giovanni Ribisi, travaillant en tant qu'agent immobilier. Il a une femme et un fils. Tout d'un coup, sa vie va être bouleversée par la perte de son identité lorsqu'il découvre que sa femme entretient une relation avec un autre homme qui occupe désormais son bureau de travail. 
Le clip a eu deux versions :
- La première montre l'histoire muette entrecoupée de scènes où on voit le groupe interprétant le morceau.
- La deuxième montre l'histoire avec les voix des acteurs sur la musique.

## Formats
CD single
1. Crystal Ball - 3:53
2. Maybe I Can Change – 3:56
3. The Iron Sea: Magic Shop Version – 4:30

7" Vinyle
1. Crystal Ball - 3:53
2. The Iron Sea: Magic Shop Version – 4:30

## Liste des classements
| Pays          | Meilleure position |
| ------------- | ------------------ |
| Taïwan        | 5                  |
| Pays-Bas      | 8                  |
| Royaume-Uni   | 20                 |
| Îles Canaries | 11                 |
| Hong Kong     | 1                  |